# Gonapodya prolifera
Gonapodya prolifera är en svampart som först beskrevs av Cornu, och fick sitt nu gällande namn av A. Fisch. 1892. Gonapodya prolifera ingår i släktet Gonapodya och familjen Gonapodyaceae.   Inga underarter finns listade i Catalogue of Life.